# Maria Jacoby
Maria Anna Kasteleiner (Eddersheim (Hattersheim am Main) 15 februari 1900 – Rocky River, 22 januari 1990) was een Luxemburgs kunstenaar en olympisch deelnemer. Ze wordt in de regel vermeld als Maria Jacoby of Mia Jacoby.

## Leven en werk
Maria Kasteleiner was een dochter van Johann August Kasteleiner en Katharina Franziska Kesting. In 1923 trouwde ze in Frankfurt am Main met de in Luxemburg geboren kunstenaar Jean Jacoby,  hierdoor verkreeg ze de Luxemburgse nationaliteit. Net als haar man maakte Jacoby affiches, die ze signeerde als Mia Jacoby.
Het echtpaar Jacoby nam met Jang Thill en Wenzel Profant voor het groothertogdom deel aan de kunstwedstrijden op de Olympische Zomerspelen in 1936 in Berlijn. Ze toonde in de sectie toegepaste kunsten haar werk Mädchen beim Kugelstoßen, een zijden wandkleed, waarvoor ze een eervolle vermelding ontving. Een aantal weken later overleed haar man. Ze emigreerde naar de Verenigde Staten, hertrouwde en noemde zich Mia Lamkin.
In 2009 was haar werk met dat van andere vrouwelijke affichekunstenaars in de Elzas te zien bij de nationale bibliotheek in Straatsburg.